# Alan Ridout
Alan Ridout (* 9. Dezember 1934 in London; † 19. März 1996 in Caen) war ein englischer Komponist und Musiklehrer.

## Leben
Alan Ridout wurde am 9. Dezember 1934 in West Wickham in London geboren. Er studierte kurzzeitig an der Guildhall School of Music, bevor er auf das Royal College of Music in London wechselte und dort vier Jahre lang studierte. Dort wurde er von Herbert Howells und Gordon Jacob unterrichtet. Später wurde er von Michael Tippett, Peter Racine Fricker und Henk Badings unterwiesen.
Nach seinem Studium lehrte er selbst am Royal College of Music, und auch an den Universitäten von London, Cambridge, Birmingham und der King’s School in Canterbury.
Alan Ridout schrieb vor allem Kirchen-, Orchester- und Kammermusik, am meisten aber für Kinder.
Er arbeitete vor allem mit dem Leicestershire Schools Symphony Orchestra (LSSO). Sein Stück Three Pictures of Picasso, das eigentlich für das National Youth Orchestra geschrieben war, führte Alan Ridout 1964 mit dem LSSO auf, und leitete so seine Arbeit mit diesem ein. Ridouts zweite Sinfonie führte er 1965 ebenfalls mit dem LSSO auf und widmete es seinem früheren Lehrer Michael Tippett anlässlich seines 60. Geburtstages.
1967 führte Ridout das Tanzdrama Funeral Games for a Greek Warrior mit dem LSSO auf und in ebendiesem Jahr nahm er auch seine erste Schallplatte mit dem Pye Golden Guinea label auf.
Alan Ridout lebte die meiste Zeit in Canterbury. Er starb in Caen in Frankreich.

## Auszeichnungen
1955 und 1957 erhielt er den Kompositionspreis der Royal Philharmonic Society in London.

## Werke (Auswahl)

### Tasteninstrumente
- Dance Bagatelles for piano (1959)
- Suite for clavichord or piano (1961)
- The Seven Last Words for organ (1965)
- Six Studies for organ (1981)
- Toccata for organ (1989)
- White Notes, Black Notes, Key Notes for piano (1991)

### Blechblasinstrumente
- Sonata for trombone (1984)
- Eclogue for trombone and piano (1995)
- Autumn Story for tuba and piano (1995)

### Holzblasinstrumente
- Sonatina for clarinet and piano (1968)
- Pigs for four bassoons (1973)
- Tarka, the water wanderer for three flutes (1987)
- Snow Scenes for saxophone in E♭ and piano (1993)
- Folies de Paris for contrabassoon and piano (op. posth.)

### Streichinstrumente
- Partita for cello solo (1959)
- Bagatelles for cello and piano (1971)
- Cello Concerto No. 3 „The Prisoner“ for solo cello and 8 cellos (1995)
- Dance Preludes for double bass or cello and piano (1996)
- String Quartet No. 1 bis No. 6

### Schlaginstrumente
- Sonatina for timpani (1968)

### Orchester
- Three Pictures of Picasso
- Symphony No. 2 (1965)
- Funeral Games for a Greek Warrior
- Concertante Music (1967)
- Concertino for tuba and strings (1979)
- Concerto for treble recorder, strings and percussion (1991)

### Chor
- On Christ's Nativity for choir SATB (1955)
- St. John Passion for tenor, bass, chorus and organ (1964)
- Canticle of Joy for countertenor and tenor solo, mixed choir and orchestra
- The Beatitudes for female choir